# Vall de Gallinera
Vall de Gallinera è un comune spagnolo  situato nella comunità autonoma Valenciana.